# 炎上マーケティング
炎上マーケティング（えんじょうマーケティング）とは、炎上を意図的に引き起こし、世間に注目させることで売り上げや知名度を伸ばすというマーケティング手法である。炎上商法、炎マとも表記する。

## 解説
ウェブサイト上で非難を浴びるであろう不適切な発言や表現をすることによって生じる「炎上」を広告宣伝に利用するマーケティング手法である。一般的に「炎上」は否定的な評判によるものであり、企業や商品に悪感情を抱かれボイコットにつながる恐れもあるため、望ましい状態であるとはいえない。しかし、「炎上」の規模によってはマスメディアで取り上げられることになり、大きく注目される場合がある。この流れを多大な宣伝費をかけること無く知名度を上げることに利用したものがこのマーケティングの手法である。
この手法が行われる原因に関して、コラムニストの小田嶋隆はインターネット上で暴言が発生しやすいことについて、アフィリエイトの所得のために行われやすいことを指摘した。

## 実例
北海道長万部町のイメージキャラクターであったまんべくんであるが、これが有名になったのは、Twitterで様々な方面に突っ込みを入れる毒舌からである。各方面へ毒舌が行われることでキャラクターに対する反感は多く炎上が発生していたが、同時にアクセス数やフォロワーが増加したり、また知名度も上昇し各メディアで報道されたり一日消防署長や一日駅長となったりするまでに至った。だが2011年8月14日に日本が侵略戦争を行なったなどとツイートしたことから長万部町への抗議が相次ぎ、長万部町は町長名で公式ウェブサイトに謝罪文を掲載し、まんべくんのツイッターやウェブサイトは閉鎖されることとなった。
成功例としては、奈良県の「平城遷都1300年祭」の公式マスコットキャラクター「せんとくん」が挙げられる。奈良県の公式マスコットとして決まった当初はさまざまな批判が寄せられた。まず、従来流行していたゆるキャラとは一線を画したこれまでにないデザインであり、僧侶有志が「仏像を馬鹿にしている」とデザインの撤回を求めたり、Yahoo! JAPANによる意識調査ではこのマスコットキャラクターを変えたほうがいいという意見が約77%にもなり、まんべくんと同じように否定する意見が多かった。また制作経費が1,018万円にも達したこと、作品から得られる著作権収入の譲渡も含めた制作料として500万円が制作者の籔内佐斗司に支払われたこと、図案を一般公募せずに専門家から募った21案中から、広告代理店を通したコンペで選考されたことも批判された。だがこのようなマスコットキャラクターを巡る騒動に関し多くの報道が行われた結果、せんとくん自体の知名度は非常に高まった。大阪府立大学経済学部教授の荒木長照らは2008年4月19日、このマスコットキャラクターに関する報道による宣伝効果の試算を発表し、テレビではNHKと民放キー局の28番組で計1時間52分02秒採り上げられ、広告料に換算すると1,469,590,167円、新聞では全国紙の記事段数などから13,331,019円、合計約15億円の宣伝効果があったとした。
また、海外の成功例として2010年のルーマニアのチョコレート菓子「ROM」の事例がある。このお菓子は1964年の共産党政権時代に作られ、ルーマニアの国旗が印刷された歴史のある国民的なお菓子であったが、近年の若者には「ダサいお菓子」の典型として売り上げが低迷していた。そこでメーカーは若者の認識で「クール」の代名詞と言えば「アメリカブランド」であるという認識を利用するとともに、国民の愛国心を煽ることを企画。第1段階としてパッケージデザインをルーマニアの国旗からアメリカの国旗である星条旗をモチーフにしたデザインに刷新したと告知した。これが狙い通り国民の愛国心に触れて反感を買ったため、「炎上」が発生した。例としてプライムタイムのニュース番組で議論に取り上げられたり、Facebook上で多くのユーザーが抗議行動に参加したりしていた。その後、第2段階としてパッケージを元に戻し「ジョークであったこと」を告知するとともに、「国民の愛国心の再発見をみんなで喜びましょう」と呼びかけた。このキャンペーンは国民の67%に届き、広告換算で300,000ユーロ相当のパブリシティを獲得、スニッカーズを抜いて国内でのチョコレート菓子の市場シェアの20%を獲得しマーケットリーダーとなった。この企画は2011年のカンヌライオンズ 国際クリエイティビティ・フェスティバルのプロモ&アクティベーション部門とダイレクト部門でグランプリを獲得した。
北海道大学の吉田徹は2016年アメリカ合衆国大統領選挙におけるドナルド・トランプやフィリピン大統領のロドリゴ・ドゥテルテに触れ、彼らが低所得者たちの支持を権威を持つ層に対する攻撃で得たことを指摘した。

## 対策
吉田は既存のメディアに対して、正確な報道への心掛けや炎上の無視、取り上げるタイミングに注意すべきとしている。